# Уилсон, Хьюи
Хьюи «Лалти» Уилсон (англ. Hughie "Lalty" Wilson; 18 марта 1869, Мохлин, Шотландия — 7 апреля 1940) — шотландский футболист, крайний нападающий и полузащитник, поигравший за «Сандерленд», «Бристоль Сити», «Терд Ланарк» и сборную Шотландии. Трёхкратный чемпион Англии в составе «Сандерленда», чемпион и обладатель кубка Шотландии в составе «Терд Ланарк».

## Футбольная карьера
Родившийся в Мохлине в Ист-Эршире Уилсон начал футбольную карьеру в родном графстве — в клубе «Ньюмлинс» из одноимённого городка. В этом же клубе он добился своего первого успеха — Хьюи стал первым и единственным игроком этого клуба, получившим вызов в сборную Шотландии. На игру молодого нападающего обратили внимание из Англии, где уже несколько лет проводился регулярный чемпионат (регулярный чемпионат Шотландии стартовал в сезоне 1890/91) и Уилсон переходит в «Сандерленд».

### «Сандерленд»
В новом клубе Уилсон дебютировал 13 сентября 1890 года в домашнем матче против «Бернли», проигранном 2:3. Первый гол за «Сандерленд» нападающий смог провести только в 11 матче (15 декабря 1890 года. «Ноттс Каунти» — «Сандерленд» 2:1). В целом первый сезон для Хьюи не задался (в 21 матче он заибил всего 2 мяча). Следующие два сезона стали гораздо успешнее как для футболиста, так и для клуба: «Сандерленд» дважды стал чемпионом, а футболист появлялся в основе в 22 и 29 матчах соответственно забивая по 8 мячей.
И в дальнейшем Уилсон был твёрдым игроком основы «Сандерленда», который стал чемпионом ещё раз в сезоне 1894/95, а в серебряном для команды сезоне 1897/98 Хьию даже стал одним из лучших бомбардиром клуба вместе с Джоном Брауном и Джимом Лесли.
Несмотря на успешную карьеру в клубе по окончании сезона 1898/99 Уилсон переходит в «Бедминстер». Всего за 9 сезонов в «Сандерленде» Хьюи провёл во всех официальных турнирах 258 матчей, в которых забил 46 голов (1 хет-трик и 2 дубля). Отметился Уилсон также и одним автоголом (в матче 22 октября 1892 года «Сандерленд» — «Вест Бромвич Альбион» 8:1, причём он же забил и один из голов в ворота гостей), а также получил одну красную карточку (14 марта 1896 года. «Сток Сити» — «Сандерленд» 0:5.

### Бристоль, «Терд Ланарк» и «Килмарнок»
В «Бедминстере» Уилсон провёл всего 1 сезон, после чего клуб прекратил своё существование, объединившись с недавно основанным «Бристоль Сити». Отыграв один сезон в «Бристоле» и не дождавшись включения его в Футбольную Лигу, Уилсон возвращается в Шотландию, в «Терд Ланарк». В «Терд Ланарке» Уилсон сразу стал основным, сыграв во всех 18 матчах чемпионата (правда забив лишь один гол — 28 сентября 1901 года в домашнем матче с «Рейнджерс», закончившимся 2:2). В дальнейшем его показатели относительно результативности только улучшались и в сезоне 1903/04 его 10 голов в 22 матчах помогли «Терд Ланарку» стать чемпионом. Принял участие он и в победных финалах кубка Шотландии 1904/05, причём в переигровке 15 апреля 1905 года именно он принёс клубу победу забив два мяча в ворота «Рейнджерс» (матч завершился победой «Терд Ланарк» со счётом 3:1).
Годы берут своё и в конце сезона 1906/07 Хьюи уходит доигрывать в «Килмарнок» (за который отыграет ещё один сезон). Всего в чемпионатах Шотландии за «Терд Ланарк» Уилсон провёл 135 матчей в которых забил 36 мячей.

## Сборная Шотландии
Первый матч за сборную Уилсон провёл 22 марта 1890 года, будучи ещё игроком «Ньюмилнс». В домашнем матче шотландцы разгромили сборную Уэльса 5:0 (Хьюи открыл счёт в этом матче). В дальнейшем он вызывался в сборную ещё трижды (один раз как игрок «Сандерленда» и дважды как игрок «Терд Ланарк»), голов не забивал.
| № | Дата          | Город  | Оппонент | Счёт  | Голы Уилсона | Соревнование       |
| - | ------------- | ------ | -------- | ----- | ------------ | ------------------ |
| 1 | 22 марта 1890 | Пейсли | Уэльс    | 5 : 0 | 1            | Чемпионат Британии |
| 2 | 3 апреля 1897 | Лондон | Англия   | 2 : 1 | —            | Чемпионат Британии |
| 3 | 15 марта 1902 | Гринок | Уэльс    | 5 : 1 | —            | Чемпионат Британии |
| 4 | 26 марта 1904 | Дублин | Ирландия | 1 : 1 | —            | Чемпионат Британии |

## Достижения
Чемпион Англии (3) — 1892, 1893, 1895
Серебряный призёр чемпионата Англии (2) — 1894, 1898
Чемпион Шотландии (1) — 1904
 Обладатель кубка Шотландии (1) — 1905

## Статистика выступлений
| Клуб          | Сезон        | Чемпионат | Чемпионат | Кубок | Кубок | Всего | Всего |
| Клуб          | Сезон        | Матчи     | Голы      | Матчи | Голы  | Матчи | Голы  |
| ------------- | ------------ | --------- | --------- | ----- | ----- | ----- | ----- |
| Ньюмилнс      | ?            | ?         | ?         | ?     | ?     | ?     | ?     |
| Сандерленд    | 1890/91      | 21        | 2         | 5     | 0     | 26    | 2     |
| Сандерленд    | 1891/92      | 22        | 8         | 4     | 0     | 26    | 8     |
| Сандерленд    | 1892/93      | 29        | 8         | 3     | 0     | 32    | 8     |
| Сандерленд    | 1893/94      | 26        | 2         | 3     | 2     | 29    | 4     |
| Сандерленд    | 1894/95      | 25        | 4         | 4     | 2     | 29    | 6     |
| Сандерленд    | 1895/96      | 23        | 2         | 2     | 0     | 25    | 2     |
| Сандерленд    | 1896/97      | 28        | 1         | 2     | 0     | 30    | 1     |
| Сандерленд    | 1897/98      | 29        | 8         | 1     | 0     | 30    | 8     |
| Сандерленд    | 1898/99      | 25        | 6         | 2     | 1     | 27    | 7     |
| Сандерленд    | За всё время | 228       | 41        | 26    | 5     | 254   | 46    |
| Бедминстер    | 1899/00      | ?         | ?         | ?     | ?     | ?     | ?     |
| Бристоль Сити | 1900/01      | ?         | ?         | ?     | ?     | ?     | ?     |
| Терд Ланарк   | 1901/02      | 18        | 1         | ?     | ?     | ?     | ?     |
| Терд Ланарк   | 1902/03      | 21        | 2         | ?     | ?     | ?     | ?     |
| Терд Ланарк   | 1903/04      | 22        | 10        | ?     | ?     | ?     | ?     |
| Терд Ланарк   | 1904/05      | 24        | 4         | ?     | ?     | ?     | ?     |
| Терд Ланарк   | 1905/06      | 24        | 10        | ?     | ?     | ?     | ?     |
| Терд Ланарк   | 1906/07      | 26        | 9         | ?     | ?     | ?     | ?     |
| Терд Ланарк   | За всё время | 135       | 36        | ?     | ?     | ?     | ?     |
| Килмарнок     | 1906/07      | 1         | 0         | 0     | 0     | 1     | 0     |
| Килмарнок     | 1907/08      | 21        | 3         | 0     | 0     | 21    | 3     |
| Килмарнок     | За всё время | 22        | 3         | 0     | 0     | 22    | 3     |
| За всё время  | За всё время | ?         | ?         | ?     | ?     | ?     | ?     |